# Bernardo Gustavo de Baden-Durlach
Bernardo Gustavo de Baden-Durlach, O.S.B. (em alemão:  Bernhard Gustav von Baden-Durlach; Castelo de Karlsburg em Durlach, 24 de dezembro de 1631 – Hammelburg, 26 de dezembro de 1677) foi um nobre alemão, pertencente à Casa de Zähringen.
Inicialmente foi militar, sendo Major-general do exército Sueco. Mas abandonou a carreira militar, converteu-se ao Catolicismo e foi Príncipe-Abade e mais tarde Cardeal.

## Biografia
Era filho do Marquês Frederico V de Baden-Durlach e da sua segunda mulher Leonor de Solms-Laubach. O seu padrinho foi o rei Gustavo Adolfo da Suécia, tendo sido batizado com o nome Gustavo Adolfo e educado na fé Luterana.
Como Major-general no exército sueco, lutou contra a Polónia durante a Segunda Guerra do Norte. Depois, viajou pela França e Itália. Após uma demorada estadia em Roma, converteu-se ao Catolicismo. A sua abjuração teve lugar em 24 de agosto de 1660 no mosteiro Franciscano de Hermolsheim, em Mutzig, na Baixa-Alsácia. Nessa altura, tomou o nome de Bernardo Gustavo, em honra do seu antepassado, o beato Bernardo II, Marquês de Baden-Baden, falecido em 1458.
Em 1663, ele juntou-se ao exército veneziano para combater nas guerras contra os otomanos e, um ano mais tarde, participou na Batalha de São Gotardo.
Em 1665, abandonou a carreira das armas e entrou na Abadia Beneditina de Rheinau recebendo as Ordens menores. Em 1666, foi nomeado coadjutor do Príncipe-abade de Fulda e, logo depois, coadjutor na Abadia de Kempten.
A 19 de março de 1668 foi ordenado sacerdote em Mogúncia sendo consagrado Bispo em 12 de abril de 1671.
Por fim, a 4 de janeiro de 1671, foi nomeado Príncipe-abade de Fulda, cargo para o qual obteve a confirmação imperial no dia 23 de agosto. Foi nomeado para idêntico cargo na Abadia de Michaelsberg, em Siegburg em 1672 e na Abadia de Kempten em 1673.
A 24 de agosto de 1671, o Papa Clemente X nomeou-o Cardeal In pectore, sendo-lhe atribuído o título cardinalício de Santa Susana. Em 1676, participou no conclave que elegeu o Papa Inocêncio XI
Bernardo Gustavo faleceu a 26 de dezembro de 1677 em Hammelburg tendo sido aí sepultado.